# Fort de Gougued

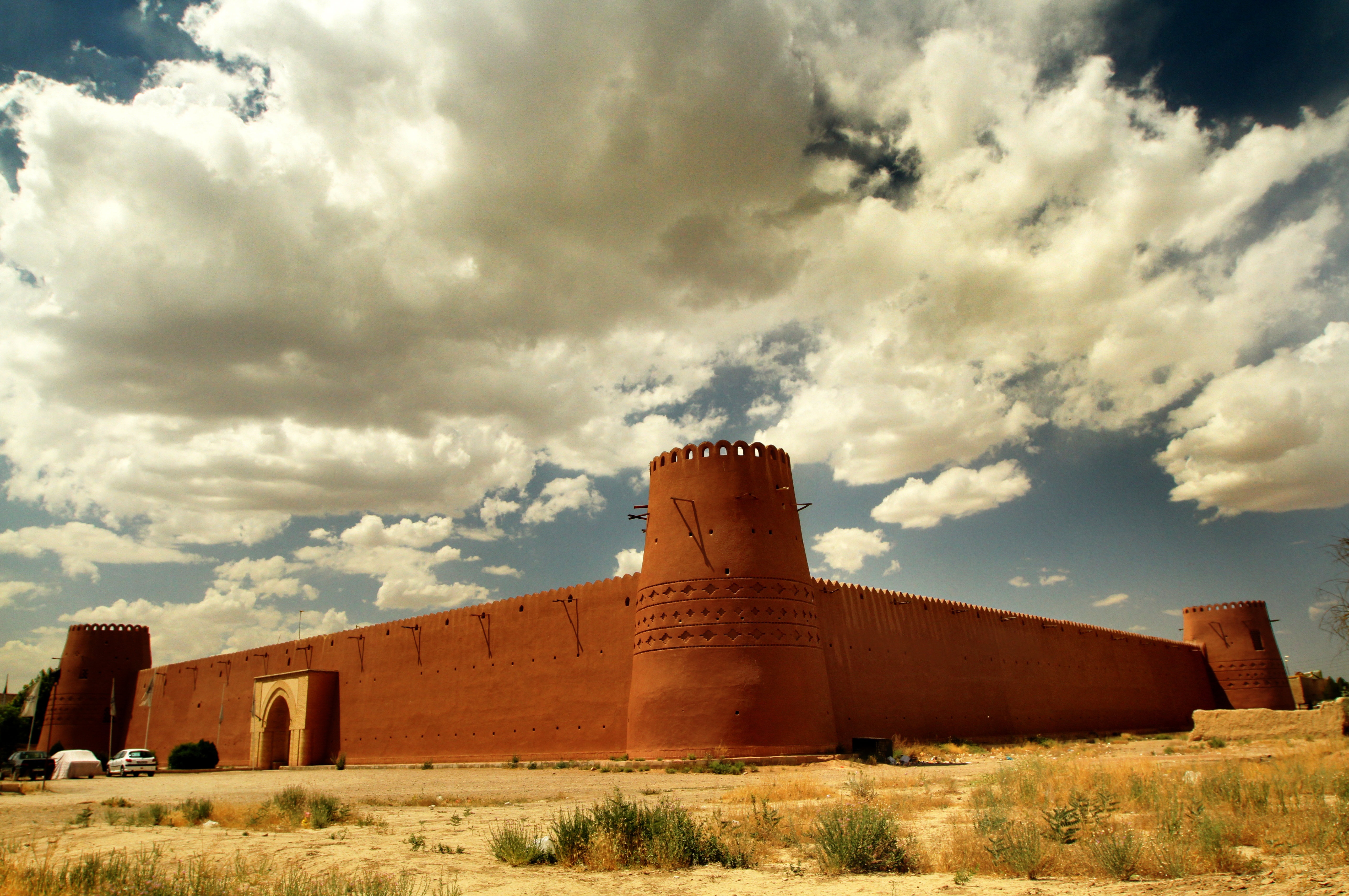
photo du Fort de Gougued (15/06/2012)

Le Fort de Gougued est située dans la préfecture Golpayegan, dans la ville Gougued en Iran. Gougued est située à 5 km du nord de Golpayegan. En temps de paix, le fort était utilisée comme caravansérail, mais en temps de guerre ou lors d'attaque de bandits, il était utilisé comme château fort. Le fort de Gougued est située dans la rue Golpayegani et la ruelle Qale. Actuellement, le fort est utilisé comme auberge traditionnelle.